# La grande pioggia
La grande pioggia (The Rains Came) è un film del 1939 diretto da Clarence Brown tratto da un romanzo di Louis Bromfield.
Il film racconta il triangolo amoroso che coinvolge una lady inglese, una sua vecchia fiamma ed un dottore indiano mentre a causa della stagione delle piogge l'intera città rischia di venire allagata.
È stato il primo film a vincere l'Oscar ai migliori effetti speciali.
Nel 1955 venne realizzato un remake intitolato Le piogge di Ranchipur che presenta un finale diverso.
Nel DVD pubblicato nel 2013 è presente il doppiaggio italiano originale.

## Trama
Tom Ransome è un inglese che vive da anni a Ranchipur, in India, ed è amico di Rama Safti, un medico indiano che l'anziana maharani vorrebbe le succedesse come prossimo maragià. Tom viene raggiunto da Edwina Esketh, sua ex amante, ora sposata con un uomo ricco che versa in cattiva salute. La donna tenta di sedurre Rama Safti e pian piano si innamora profondamente di lui. Nel frattempo, Fern Simon, giovane figlia di un missionario, si innamora di Tom.
Un terremoto prima e una inondazione poi devastano la città di Ranchipur dove scoppia una epidemia di colera. Il marito di Edwina muore nell'alluvione e lei decide di aiutare Rama nel dare sostegno e cure alla popolazione stremata. Purtroppo anche lei si ammala e muore, mentre Tom accetta l'amore della giovane Fern.

## Riconoscimenti
- Premi Oscar 1940
  - Migliori effetti speciali